# メアリー・トゥルー
メアリー・トゥルー（Mary T. True、1840年12月17日 - 1895年5月）は、アメリカ合衆国出身の在日宣教師で、明治時代の教育者である。マリア・ツルーとも表記される。

## 生涯

### 初期

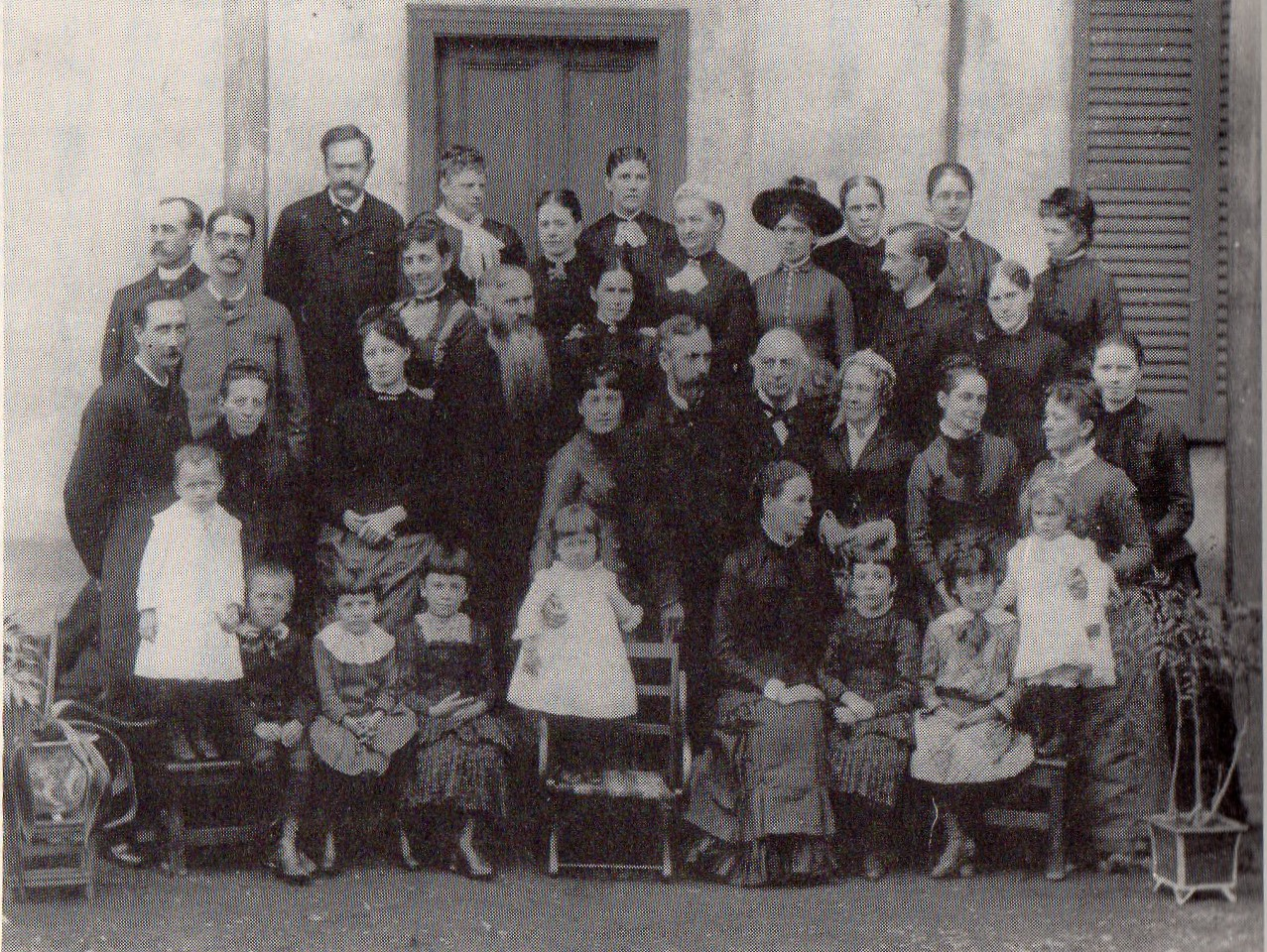
1880年代半ばのアメリカ合衆国長老教会東京ミッションのメンバーの家族の集合写真,トゥルーは最後列は最後列右から2人目

1840年米国ニューヨーク州に清教徒の流れを汲む家系コーリン・エリエタ・ピッチャーの四女として生まれた。1855年の15歳の頃にウィゴーの町で起こったリバイバルの時にキリスト教に入信し、献身を決意する。
その後、オーバン神学校にいたアルバート・トゥルーと出会い結婚する。夫と共に伝道するが、1871年10月18日に夫は病死する。その後、夫の遺志を継ぎ、1873年9月に中国派遣宣教師になる。

### 日本宣教
翌1874年来日し、1875年にアメリカ合衆国長老教会の伝道局の勧めで東京京橋(巣鴨教会)で伝道を始める。その時出口せいが協力者になる。
1879年に金沢の啓明学校に出口せいと共に移る。1883年に休暇のために米国に帰国する。1884年に再来日し、伝道をしながら原女学校、新栄女学校、桜井女学校などの発展に尽くす。
新栄女学校時代に、当時未信者であった矢嶋楫子を教師として起用し、修身と聖書のクラスを委ねた。桜井女学校の経営は矢嶋に託す。
また、新宿角善に養生園という老人ホームを建設した。